# بيلي باكوس
بيلي باكوس (بالإنجليزية: Billy Backus)‏ مواليد 5 مارس 1943 في كاناستوتا، هو ملاكم أمريكي سابق صنّف ضمن فئة وزن الوسط.

## إحصائيات
خاض خلال مسيرته 73 نزالا، فاز في 48 وتعادل في 5 وخسر في 20. فاز بالضربة القاضية في 22 نزالا.

## روابط خارجية
- بيلي باكوس على موقع بوكس ريك (الإنجليزية) (registration required)